# Slaapstand
De slaapstand is een speciale afsluitmodus in besturingssystemen van computerapparatuur.
Bij het inschakelen van de slaapstand wordt de computer afgesloten, maar blijven eventuele programma's die op het moment van afsluiten nog open stonden, behouden. De eerstvolgende keer dat de computer wordt opgestart, worden deze programma's weer geopend en gaan verder waar ze gebleven waren.
Windows slaat - in tegenstelling tot de stand-bymodus - niet de instellingen op in het werkgeheugen, maar op de schijf. Bij de meeste computers is de slaapstand standaard geactiveerd, maar bij laptops is dat meestal niet het geval. De slaapstand kan, zeker bij veel gebruik, flink stroom besparen. Daardoor is de slaapstand beter voor het milieu.
In Windows Vista is de naam ‘slaapstand’ veranderd in 'sluimerstand'. De stand-by heet in Vista echter 'slaapstand'; dit levert vaak verwarring op. Windows Vista heeft soms problemen om weer uit de slaapstand te komen.